# Mouthwash
Mouthwash er en sang som den britiske sangerinde, Kate Nash, hittede med i 2007. Den blev udgivet gennem Fiction Records d. 1. oktober 2007, og den blev nummer 25 på singles hitlister.
I et interview med Drowned in Sound fortalte Kate Nash at teksten til sangen var inspireret af konflikten i Irak. Videoen til sangen blev filmet ved Bristol Hippodrome, og den er instrueret af Kinga Burza

## Spor
| 1. | "Mouthwash"          | 5:02 |
| 2. | "Stitching Leggings" | 2:17 |

## Hitlister
| Hitliste (2007–2008)                             | Højeste placering |
| ------------------------------------------------ | ----------------- |
| Belgien (Ultratip Flanderen)                     | 6                 |
| Skotland (Official Charts Company)               | 23                |
| Storbritannien Singles (Official Charts Company) | 23                |